# معركة فولفورد
مَعْرَكة فَولفَورد، دَارَتْ رَحَاها يَوم 20 سِبتَمبر 1066 عَلى مَشارف قَرية فولفورد جَنوب يورك في إنجِلتَرا، بَينَ قوات المَلك هارُالد الثالث هاردرادا مَلك النرويج، وحَليفه الإنجليزي توستيغ جودوينسون، ضدَ القواتْ الإنجليزية بقيادة إيرلز الشِمال إدوين وموركار. كانَ منَ المُمكن أن تَحتَمي القوات الإنجليزية خلفَ أسوار يورك المُحَصنه، لكنهم قَرَروا بدلاً من ذلكَ مواجَهت الفايكنج عبر النهر، حاولَ الإنجليز طوال المَعرَكه يائسًا كسرَ جِدار درع الفايكنج ولكنْ دونَ جدوى. انتَهت المَعركة بنَصر حاسِم لجَيش هاردرادا.

## خلفية
توفي الملك الأنجلو ساكسوني إدوارد المعترف في 5 يناير 1066 دون وريث. العضو الوحيد الباقي من العائلة المالكة هو إدغار إثيلينج، الابن الصغير لإدوارد المنفي. في يوم جنازة الملك إدوارد، 6 يناير، هرع هارولد جودوينسون، إيرل ويسيكس، إلى لندن، حيث توج ملكًا في دير القديس بطرس في وستمنستر، على يد إيلدريد، رئيس أساقفة يورك. تم انتخاب هارولد جودوينسون ملكًا من قبل المَجلس الإنجليزي، والذين تجمعوا في وستمنستر للاحتفال بعيد الغطاس. ومع ذلك، تحدى اثنان من الإيرل الأقوياء، الأخوان إدوين من ميرسيا وموركار من نورثمبريا، سلطته. وتشير المصادر إلى أن هارولد تحرك شمالاً لمواجهتهم؛ ومع ذلك، في النهاية حصل على ولائهم بالزواج من أختهم إديث، أرملة جريفيث ويلز. من خلال تأمين ولاء إدوين وموركار، زاد هارولد قوته في الشمال. كان هؤلاء الرجال، في الواقع، أول حاجز بين هارولد جودوينسون وهارالد هاردرادا.
شعر توستيغ، شقيق المَلك هارولد جودوينسون، أن لديه حق المطالبة بالعرش الإنجليزي. خلال منفاه، عاش في فلاندرز، حيث غزا إنجلترا في مايو 1066 ضد أخيه وفقًا لسجلات الأنجلو ساكسونية. في ساندويتش، يُقال إن توستيغ قد جند البحارة وجَنَدهم. ثم أبحر شمالاً، حيث حارب إدوين، إيرل ميرسيا. بعد هزيمة سريعة عند مصب هامبر، وصل إلى اسكتلندا تحت حماية الملك مالكولم الثالث. في وقت لاحق، التقى هارالد هاردرادا، ملك النرويج، وعقد اتفاقًا معه، وافق بموجبه على دعم هاردرادا في غزوه لإنجلترا. مؤرخ القرون الوسطى أورديريك فيتاليس لديه نسخة مختلفة من هذه القصة. يقول أن توستيغ سافر إلى نورماندي ليطلب مساعدة دوق نورماندي ويليام الفاتح. بعد ذلك، نظرًا لأن ويليام لم يكن مستعدًا للمشاركة في تلك الحَمله، أبحر توستيغ من شبه جزيرة كوتنتين، ولكن بسبب العواصف انتهى به الأمر في النرويج، وأبرم اتفاقه مع هارالد هاردرادا هناك. سواء في النرويج أو اسكتلندا، ما هوَ مؤكد أن توستيغ تحالف مع هاردرادا، حيث قاتلوا جنبًا إلى جنب في معركة فولفورد. كان توستيغ حليفًا مفيدًا لـ هاردرادا ليس فقط لأنه كان شقيق خصمه، ولكن أيضًا لأنه كان يعرف التضاريس.
كان هاردرادا، مثل توستيغ وويليام الفاتح والملك هارولد جودوينسون، مدعيًا آخر للعرش. أبحر هاردرادا إلى إنجلترا في سبتمبر 1066، وتوقف في أوركني لجلب الإمدادات، وعززه لاحقًا توستيغ، الذي جلب الجنود والسفن. أبحروا معًا على طول نهر أوز باتجاه مدينة يورك. في رواية أورديريك فيتاليس، تقول أنه في شهر أغسطس أبحر هاردرادا وتوستيغ عبر البحر الواسع مع رياح مواتية وهبطوا في يوركشاير. وصلوا إلى مصب نهر هامبر في 18 سبتمبر. بعد نزولهم من سفنهم، تحركت جيوشهم بسرعة نحو يورك. في 20 سبتمبر 1066، واجههم إيرلز الشمال، إدوين وموركار.

## المَعركة
أحضر الإيرل إدوين بعض الجنود إلى الشرق أستِعداداً منه لغزو النرويجيين. بدأت المعركة مع قيام الإنجليز بنشر قواتهم لتأمين أجنحتهم. على الجانب الأيمن كان نهر أوز، وعلى اليسار كانت توجَد مخاضة، وهي منطقة مستنقعات وَعِره. كان عيب هذا التَخطيط أنه أعطى لهاردرادا الأرض العُليا، والتي كانت مثالية لرؤية المعركة من مسافة بعيدة. عيب آخر هو أنه إذا أفسح أحد الجانبين الطريق، فسيكون الآخر في مشكلة. إذا اضطر الجيش الأنجلو ساكسوني إلى التراجع، فلن يكون قادرًا على ذلك بسبب الأهوار. سيتعين عليهم صد النرويجيين لأطول فترة ممكنة.
اقترب جيش هاردرادا من ثلاثة أماكن من الجنوب، صَفَ هاردرادا جيشه لمواجهة الأنجلو ساكسون، لكنه كان يعلم أن وصول جميع قواته سيستغرق ساعات. قامَ بإرسال قواته الأقل خبرة إلى اليمين وكانت أفضل قواته على ضفة النهر. هاجَمَ الإنجليز أولاً، وتقدموا ألى الجيش النرويجي قبل أن يتمكنوا من الانتشار بالكامل. دفعت قوات الإيرل موركار قوات هاردرادا إلى الأهوار، مما أحرز تقدمًا ضد الجزء الأضعف من الخط النرويجي. ومع ذلك، ثبت أن هذا النجاح الأولي غير كافٍ لانتصار الجيش الإنجليزي، حيث هَجمَ هاردرادا بقواتهم الأفضل لمَيل الكَفه، والقى بهم ضد جناح الأنجلو ساكسون الأضعف. 
جلب هاردرادا المزيد من قواته من الجهة اليمنى لمهاجمة المركز، وأرسل المزيد من الرجال إلى النهر. كان النرويجي يفوقون عددهم، لكنهم استمروا في دفع المدافعين للخلف. أُجبر الأنجلو ساكسون على التنازل عن الأرض. جنود الإيرل إدوين الذين كانوا يدافعون عن الضفة الآن معزولون عن بقية الجيش بسبب الأهوار، لذلك عادوا إلى المدينة لاتخاذ موقف نهائي. في غضون ساعة أخرى، أجبر النرويجيون جنود الإيرل إدوين الذين كانوا يدافعون عن الضفة إلى الانسحاب. وجد النرويجيون الآخرون، الذين ما زالوا يصلون لأرض المَعركه، طريقة للالتفاف حول قوات العَدو وفتحوا جبهة ثالثة ضد الأنجلو ساكسون. هُزِم المدافعون، ومع ذلك، تمكن إدوين وموركار من النجاة. 
استسلمت يورك للنرويجيين بوعد بأن المنتصرين لن يَنهبوا مدينتهم، ربما لأن توستيغ لا يريد نهب عاصِمته. تم الترتيب لإحضار الرهائن وانسَحب الجيش النرويجي إلى ستامفورد بريدج وعَسكَر هُناك، على بعد 11 كم شرق يورك، في انتظار وصولهم. 

## ما بَعد الواقعة
تشير التقديرات إلى أن النرويجيين في مَعْرَكة فَولفَورد كان لديهم حوالي 10000 جندي، منهم 6000 تم نشرهم في المعركة، والمدافعون 5000 جندي. خلال المعركة، كانت الخسائر كبيرة في كلا الجانبين. تزعم بعض التقديرات عَدد القَتلى قَد بَلغ 15٪ من القوات بإجمالي 1650 (على أساس 11000 جندي تم نشرهم في المعركة). من جميع الروايات، من الواضح أن القوة المُعَدَ لمُهاجَمه ميرسيا ونورثمبريا قد تم تَدميرُها في مَعْرَكة فَولفَورد.
بسبب الهزيمة في مَعْرَكة فَولفَورد، كان على الملك هارولد جودوينسون أن يقود قواته بمَسافة 310 كم، من لندن إلى يورك. لقد فعل ذلك في غضون أسبوع من مَعْرَكة فَولفَورد وتمكن من مفاجأة جيش الفايكنج وإلحاق الهزيمة بهم في معركة جسر ستامفورد. في غضون ذلك، أرسل ويليام الفاتح، دوق نورماندي، جيشه في ساسكس على الساحل الجنوبي. سار هارولد بجيشه عائدًا إلى الساحل الجنوبي حيث التقى بجيش ويليام. من المحتمل أن نية هارولد كانت تكرار نجاحه في معركة جسر ستامفورد من خلال مُهاجَمت الدوق ويليام على حين غرة. علق المؤرخ الأنجلو نورماندي فلورنسا من ورسستر أنه على الرغم من أن هارولد كان على علم بأن بعض الرجال الأشجع في إنجلترا قد سقطوا في معركتين أخيرتين وأن نصف قواته لم يتم تجميعها، إلا أنه لم يتردد في مواجهة العدو في ساسكس. من المحتمل أن الاشتباكات في مَعْرَكة فَولفَورد جيت وفي معركة جسر ستامفورد، التي حَدَثت كليهُما في غضون أسبوع من بعضها البعض، أثرت بشكل خطير على قوة هارولد في معركة هاستينغز والَتي دارت رحاها بعد حوالي ثلاثة أسابيع. ليس هناك شك في أنه إذا لم يتم تحويل مسار هارولد بسبب المعارك في الشمال، لكان أفضل استعدادًا لمحاربة ويليام في هاستينغز وربما كانت النتيجة مختلفة.

## المَراجع
1. 1 2 3 4  DeVries. The Norwegian Invasion. pp. 255–259.
2. ↑  Ross، David. "The Battle of Fulford". Britain Express. مؤرشف من الأصل في 2021-01-23. اطلع عليه بتاريخ 2016-01-13.
3. ↑  "Battle of Fulford". UK Battlefield's Resource. The Battlefields Trust. مؤرشف من الأصل في 2021-10-23. اطلع عليه بتاريخ 2016-01-13.
4. ↑  Douglas, David C. William the Conqueror. p. 181.
5. ↑  Barlow. Edward the Confessor. pp. 244–245.
6. ↑  Douglas, David C. William the Conqueror. pp. 182–183.
7. ↑  Barlow. The Godwins. pp. 134–135.
8. ↑  Woods. Dark Ages. pp. 233–238.
9. ↑  Barlow, The Godwins Chapter 5: The Lull Before the Storm.
10. ↑  David C. Douglas. William the Conqueror. pp. 189–190.
11. ↑  DeVries Norwegian Invasion pp. 236–252
12. ↑  Jones. Finding Fulford. p. 39
13. ↑  Douglas, David C. William the Conqueror. pp. 193.
14. ↑  Howarth، David (1977). 1066: The Year of the Conquest. Dorset Press. ISBN:0-88029-014-5.
15. ↑  Jones. Finding Fulford. pp. 202–203.
16. ↑  Jones. Finding Fulford. p. 235.
17. ↑  Woods. Dark Ages, pp. 238–240.
18. ↑  Barlow, The Godwins, Chapter 7: The Collapse of the Dynasty.
19. ↑  Schofield, "The Third Battle of 1066" History Today, Vol. 16, pp. 689–692.
20. ↑  Brown. Anglo-Norman studies III. Proceedings of the Battle Conference 1980. pp. 7–9.

### المَصادر
- Barlow، Frank (2002). The Godwins. London: Pearson Longman. ISBN:0-582-78440-9.
- Barlow، Frank (1970). Edward the Confessor. Berkeley & LA, CA: California University Press. ISBN:0-520-01671-8.
- Bennett، Matthew (2003). Campaigns of the Norman Conquest. Taylor & Francis. ص. 35. ISBN:978-1-57958-376-7. مؤرشف من الأصل في 2022-12-19.
- Brown، R. Allen، المحرر (1980). Anglo-Norman Studies III: Proceedings of the Battle Conference 1980. Woodbridge, Suffolk: Boydell Press. ISBN:0-85115-141-8.
- DeVries، Kelly (2003). The Norwegian Invasion of England in 1066. Woodbridge, Suffolk: Boydell Press. ISBN:1-84383-027-2.
- Jones، Charles (2011). Finding Fulford – the Search for the First Battle of 1066: The Report on the Work to Find the Site of the Battle of Fulford. London: WritersPrintShop. ISBN:1-78018-050-0.
- Schofield، Guy (1966). "The Third Battle of 1066". History Today. London: History Today. ج. 16. مؤرشف من الأصل في 2012-02-05.
- Wood، Michael (2005). In Search of the Dark Ages. London: BBC. ISBN:978-0-563-52276-8.